# Lill-Zlatan och morbror raring
Lill-Zlatan och morbror raring är en svensk familjefilm från 2022. Den är regisserad av Christian Lo, med manus skrivet av Ella Lemhagen, Janne Vierth och Sara Sjöö. Filmen bygger på Pija Lindenbaums barnbok med samma namn från 2008 och i rollerna ses bland annat Agnes Colliander, Simon J Berger, Tibor Lukács, William Spetz och Inger Nilsson.
Filmen hade biopremiär i Sverige den 25 mars 2022, utgiven av TriArt Film.

## Rollista
- Agnes Colliander – Ella
- Simon J. Berger – Morbror Tommy
- Tibor Lukács – Steve
- William Spetz – Majsan
- Inger Nilsson – Mormor
- Danyar Zeydanioglu – Otto
- Maria Grudemo El Hayek – Ottos mamma

## Om filmen
Filmen producerades av Petter Lindblad och Sara Sjöö för Snowcloud Films AB. Manus skrevs av Lemhagen, Janne Vierth och Sjöö och filmen fotades av Simon Olsson. Musiken komponerades av Stein Berge Svendsen och filmen klipptes av Arild Tryggestad.